# Jeanne Calment
Jeanne Calment (Arles, 21. veljače 1875. – Arles, 4. kolovoza 1997.), žena iz Francuske, najdugovječnija osoba u povijesti čiji je životni vijek zabilježen (122 godine i 164 dana). Navodno je u dobi od 12 ili 13 godina srela Vincenta van Gogha. Cijeli je život provela u francuskom gradu Arlesu i nadživjela kćer i unuka. Jedina je osoba za koju je nedvojbeno potvrđeno da je doživjela više od 120 godina.

## Zdravlje i način života
Calment je prestala voziti bicikl tek u dobi od 100 godina. Živjela je sama neposredno prije 110. rođendana, kada je odlučeno da mora u starački dom. Imala je prijelom bedrene kosti u dobi od 114 godina i 11 mjeseci te je to zahtijevalo operaciju. Nakon operacije, morala je koristiti invalidska kolica. Pušila je cigarete od kada je imala 21 do kad je imala 117 godina, prema neodređenim izvorima i više od dvije dnevno. Pripisivala je svoju dugovječnost i relativno mladenački izgled za svoju dob maslinovom ulju kojim je začinjala svu hranu i kojim je trljala kožu, kao i prehrani lukom i vinom, te gotovo jednim kilogramom čokolade tjedno.